# 大阪狭山市の地名
本項大阪狭山市の地名（おおさかさやましのちめい）では、大阪府大阪狭山市における町名や大字名を中心に、本市ならびに前身の狭山村・狭山町成立以来の地名の変遷について記述する。

## 現行行政町名
まず市内の現行の町字名を五十音順に列挙する。

### あ行
- 池尻
- 池尻北1 - 2丁目
- 池尻自由丘1 - 3丁目
- 池尻中1 - 3丁目
- 池之原1 - 4丁目
- 今熊1 - 7丁目
- 岩室
- 岩室1 - 3丁目
- 大野台1 - 7丁目
- 大野中
- 大野西
- 大野東

### か行
- 茱萸木1 - 8丁目
- 金剛1 - 2丁目

### さ行
- 狭山1 - 5丁目

### な行
- 西山台1 - 6丁目

### は行
- 半田1 - 6丁目
- 東池尻1 - 6丁目
- 東茱萸木1 - 4丁目
- 東野中1 - 5丁目
- 東野西1 - 4丁目
- 東野東1 - 2丁目

### や行
- 山本北
- 山本中
- 山本東
- 山本南

## 町字名の変遷
狭山村は1889年（明治22年）、丹南郡池尻村・半田村・東野村が合併することにより成立。旧村名を継承した3大字を編成。1896年（明治29年）、南河内郡の所属となる。

### 成立当初の大字名
- 池尻
- 半田（1990年廃止）
- 東野（1987年廃止[2]）

### 町字の設置
1931年（昭和6年）、三都村と合併し、改めて狭山村が発足。
旧三都村
- 今熊（1988年廃止）
- 岩室
- 大野（1987年廃止[2]）
- 茱萸木（1990年廃止）
- 西山（1987年廃止[2]）
- 山本（1988年廃止）

1951年（昭和26年）、町制施行して狭山町となる。
1968年（昭和43年）
- 金剛1 - 2丁目（富田林市加太・廿山の各一部と狭山町半田の一部より）

1973年（昭和48年）
- 大野台1 - 6丁目（西山・今熊・半田・茱萸木・大野の各一部より、1986年7丁目が成立）
- 西山台1 - 5丁目（今熊・西山・大野の各一部より、1987年6丁目が成立)

1987年（昭和62年）
市制施行・改称して大阪狭山市となる。
- 今熊1 - 7丁目
- 大野中
- 大野西
- 大野東
- 茱萸木1 - 8丁目
- 狭山1 - 5丁目
- 東池尻1 - 6丁目
- 東野中1 - 5丁目
- 東野西1 - 4丁目
- 東野東1 - 2丁目
- 山本北
- 山本中
- 山本東
- 山本南

1988年（昭和63年）
- 池之原1 - 4丁目（山本と池尻・岩室・半田の各一部より）
- 岩室1 - 3丁目（今熊と岩室の一部より）
- 東茱萸木1 - 4丁目（茱萸木・半田の各一部より）

1990年（平成2年）
- 半田1 - 6丁目（茱萸木と半田・池尻・狭山1丁目の各一部より）

1991年（平成3年）
- 池尻北1 - 2丁目（池尻の一部より）
- 池尻自由丘1 - 3丁目（池尻の一部より）
- 池尻中1 - 3丁目（池尻の一部より）

## 参考資料
- 角川日本地名大辞典 27 大阪府（1983年、角川書店）